# Diecéze abancayská
Diecéze abancayská je římskokatolická diecéze nacházející se v Peru.

## Území
Zahrnuje tři provincie regionu Apurímac: Abancay, Andahuaylas a Aymaraes.
Biskupským sídlem je město Abancay, kde se nachází hlavní chrám diecéze Katedrála Panny Marie Růžencové.
Rozděluje se do 18 farností. K roku 2012 měla 343 000 věřících, 52 diecézních kněží, 6 řeholníků a 147 řeholnic.

## Historie
Diecéze byla založena dne 28. dubna 1958 bulou Qui arcana papeže Pia XII. z části území arcidiecéze Cuzco a diecéze Huamanga.
Dne 26. dubna 1968 dala část jejího území vzniknout územní prelatuře Chuquibambilla.

## Seznam biskupů
- Alcides Mendoza Castro (1962 - 1967)
- Enrique Pélach y Feliú (1968 - 1992)
- Isidro Sala Ribera (1992 - 2009)
- Gilberto Gómez González (od 2009)